# Солдыбаевское сельское поселение
Солдыба́евское се́льское поселе́ние (чув. Тӗмшер ял тӑрӑхӗ) — муниципальное образование в Козловском районе Чувашской Республики Российской Федерации.
Административный центр — деревня Солдыбаево.

## История
Статус и границы сельского поселения установлены Законом Чувашской Республики от 24 ноября 2004 года № 37 «Об установлении границ муниципальных образований Чувашской Республики и наделении их статусом городского, сельского поселения, муниципального района и городского округа».

## Население
| 2010  | 2012  | 2013  | 2014  | 2015  | 2016  | 2017  |
| ----- | ----- | ----- | ----- | ----- | ----- | ----- |
| 1192  | ↘1179 | ↗1183 | ↘1164 | ↘1134 | ↘1098 | ↘1035 |
| 2018  | 2019  | 2020  | 2021  |       |       |       |
| ↘1029 | ↘996  | ↘968  | ↘935  |       |       |       |

## Состав сельского поселения
| № | Населённый пункт | Тип населённого пункта          | Население |
| - | ---------------- | ------------------------------- | --------- |
| 1 | Дятлино          | деревня                         | ↗431      |
| 2 | Пиндиково        | деревня                         | ↗307      |
| 3 | Солдыбаево       | деревня, административный центр | ↗555      |
| 4 | Токташево        | деревня                         | ↗88       |